# Bob-Europameisterschaft 2010
Die Bob-Europameisterschaft 2010 wurde vom 22. Jänner bis zum 24. Jänner 2010 auf der Bobbahn in Innsbruck-Igls ausgetragen.

## Zweier-Bob Männer
Datum: 23. Januar 2010
| Platz | Bob                                                     | Lauf 1 Platz | Lauf 2 Platz | Gesamtzeit Rückstand |
| ----- | ------------------------------------------------------- | ------------ | ------------ | -------------------- |
| 1     | Schweiz – Bob SUI 2 Beat Hefti Thomas Lamparter         | 52.03 1      | 51.98 1      | 1:44.01              |
| 2     | Deutschland – Bob GER 1 André Lange Kevin Kuske         | 52.12 2      | 52.00 2      | 1:44.12 +0.11        |
| 3     | Schweiz – Bob SUI 3 Daniel Schmid Jürg Egger            | 52.35 6      | 52.02 2      | 1:44.37 +0.36        |
| 4     | Deutschland – Bob GER 3 Karl Angerer Gregor Bermbach    | 52.25 3      | 52.14 4      | 1:44.39 +0.38        |
| 5     | Deutschland – Bob GER 2 Thomas Florschütz Ronny Listner | 52.25 3      | 52.24 9      | 1:44.49 +0.48        |
| 6     | Niederlande – Bob NED 1 Edwin van Calker Sybren Jansma  | 52.45 10     | 52.14 4      | 1:44.59 +0.58        |

## Vierer-Bob Männer
Datum: 24. Januar 2010
| Platz | Bob                                                                                            | Lauf 1 Platz | Lauf 2 Platz | Gesamtzeit Rückstand |
| ----- | ---------------------------------------------------------------------------------------------- | ------------ | ------------ | -------------------- |
| 1     | Deutschland – Bob GER 1 André Lange Kevin Kuske Martin Putze René Hoppe                        | 51.37 2      | 51.22 1      | 1:42.59              |
| 2     | Schweiz – Bob SUI 1 Ivo Rüegg Roman Handschin Thomas Lamparter Cédric Grand                    | 51.35 1      | 51.29 7      | 1:42.64 +0.05        |
| 3     | Deutschland – Bob GER 2 Thomas Florschütz Ronny Listner Richard Adjei Andreas Barucha          | 51.43 5      | 51.24 2      | 1:42.67 +0.08        |
| 4     | Lettland – Bob LAT 1 Jānis Miņins Oskars Melbārdis Daumants Dreiškens Intars Dambis            | 51.41 4      | 51.28 6      | 1:42.69 +0.10        |
| 4     | Deutschland – Bob GER 3 Karl Angerer Alexander Mann Gregor Bermbach Andreas Udvari             | 52.25 3      | 52.24 9      | 1:42.69 +0.10        |
| 6     | Russland – Bob RUS 1 Dmitry Abramovitch Roman Oreschnikow Dmitri Stjopuschkin Sergei Prudnikow | 51.47 8      | 51.26 4      | 1:42.73 +0.14        |

## Zweier-Bob Frauen
Datum: 22. Januar 2010
| Platz | Bob                                                                  | Lauf 1 Platz | Lauf 2 Platz | Gesamtzeit Rückstand |
| ----- | -------------------------------------------------------------------- | ------------ | ------------ | -------------------- |
| 1     | Deutschland – Bob GER 2 Cathleen Martini Romy Logsch                 | 53.91 2      | 53.53 1      | 1:47.44 ± 0.00       |
| 2     | Schweiz – Bob SUI 1 Sabina Hafner Hanne Schenk                       | 53.89 1      | 53.72 2      | 1:47.61 +0.17        |
| 3     | Deutschland – Bob GER 1 Sandra Kiriasis Christin Senkel              | 53.95 3      | 53.87 3      | 1:47.82 +0.38        |
| 4     | Schweiz – Bob SUI 2 Maya Bamert Cora Huber                           | 54.22 6      | 53.96 5      | 1:48.18 +0.74        |
| 5     | Schweiz – Bob SUI 3 Fabienne Meyer Caroline Spahni                   | 54.30 7      | 53.91 4      | 1:48.21 +0.77        |
| 6     | Deutschland – Bob GER 3 Claudia Schramm Janine Tischer               | 54.01 4      | 54.29 9      | 1:48.30 +0.86        |
| 7     | Russland – Bob RUS 1 Olga Fjodorowa Julija Timofejewa                | 54.12 5      | 54.20 8      | 01:48:32 +0.88       |
| 8     | Vereinigtes Königreich – Bob GBR 1 Nicola Minichiello Fiona Harrison | 54.42 10     | 54.15 6      | 1:48:57 +1.13        |

## Medaillenspiegel
| Platz | Nation      | Gold | Silber | Bronze |
| ----- | ----------- | ---- | ------ | ------ |
| 1     | Deutschland | 2    | 1      | 2      |
| 2     | Schweiz     | 1    | 2      | 1      |